# Region Rheinhessen-Nahe
Die Region Rheinhessen-Nahe ist eine der fünf Planungsregionen in Rheinland-Pfalz, welche die (historischen) Regionen Rheinhessen und Naheland umfasst. Sie umfasst die Landkreise Alzey-Worms, Bad Kreuznach, Birkenfeld und Mainz-Bingen, sowie die kreisfreien Städte Mainz und Worms. Worms wird auch zur Region Rheinpfalz, aus der 1. Januar 2006 die Metropolregion Rhein-Neckar hervorging, gezählt. Der Verwaltungssitz befindet sich bei der Struktur- und Genehmigungsdirektion Süd in Neustadt an der Weinstraße, die Geschäftsstelle liegt im zuständigen Oberzentrum Mainz. Die Region wird von einer Planungsgemeinschaft betreut, deren Aufgabe die Aufstellung von Regionalplänen, sowie die regionale Strukturpolitik ist.